# إنريكي ماكسيميليانو ميزا
إنريكي ماكسيميليانو ميزا (بالإسبانية: Enrique Maximiliano Meza) هو لاعب كرة قدم ومدرب كرة قدم مكسيكي في مركز الوسط، ولد في 14 نوفمبر 1979 في مدينة مكسيكو في المكسيك. لعب مع كروز آزول ونادي تشياباس ونادي ديبورتيفو تولوكا ونادي كارتاهينيس ونادي نيكاكسا.